# 근두암종병
근두암종병(根頭癌腫病, crown gall)은 배, 사과, 장미 등에 주로 생기는 병이다. 뿌리혹병이라고도 한다. 원인이 되는 병원균은 아그로박테리움 투메파키엔스(Agrobacterium tumefaciens)이다. 감염된 식물들은 증식하지 못하고 심해지면 죽는다.

## 병징
대개 뿌리나 줄기의 지제부에 혹이 생기거나 땅 위의 줄기와 가지에 혹이 생기기도 한다. 초기에 병환부는 약간 부풀어올라 있고 우윳빛이다. 이 부위는 점점 크기가 커져 혹처럼 변하며, 혹의 껍질은 거칠어지고 암갈색을 띠게 된다. 주로 상처가 생겼던 부위나 접목한 나무의 접목 부위에서 이 병징이 나타나며, 혹의 크기는 매우 다양하다. 혹이 생긴 가지는 생육저하가 일어나며, 여러 장해에 대한 저항성이 크게 떨어진다. 목재부후균의 감염으로 병환부가 쉽게 부러진다.

## 병환

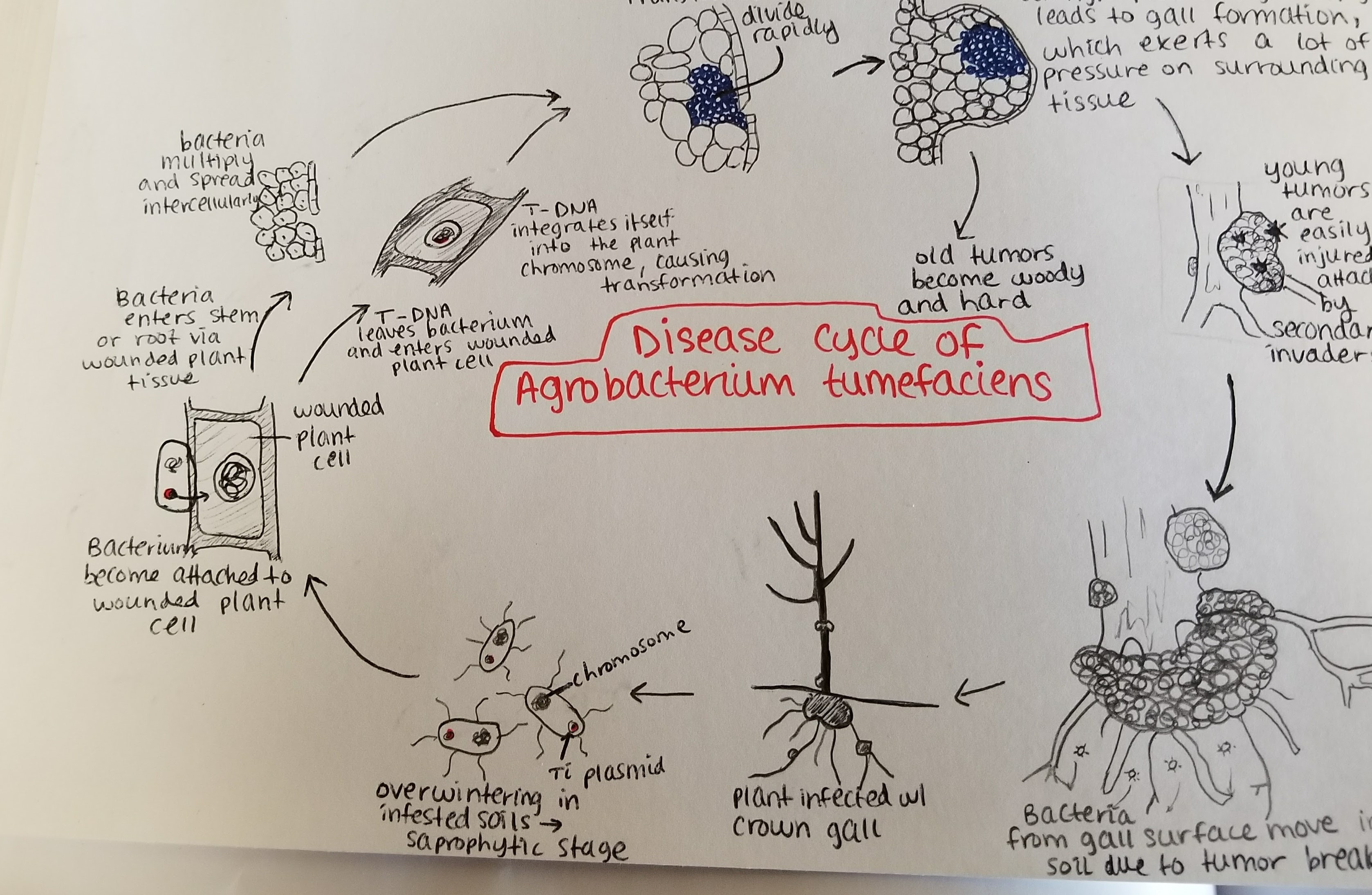
병환

근두암종병균은 땅 속에서 겨울을 보내 1차 전염원이 된다. 근두암종병균속의 병원균들은 주로 부생식을 하기 때문에, 이 속의 식물기생성 종들이 기주식물의 존재 없이도 오랜 기간 동안 토양에서 생존하는 것은 흔한 일이다. 그러나 기주식물이 존재하면 이 병원균은 최근에 생긴 식물체의 상처나 땅 근처의 뿌리나 줄기에 있는 자연개구부를 통해 식물 조직 내로 들어간다. 이러한 상처는 재배, 접목, 곤충 섭식 등으로 인해 발생할 수 있다. 병균이 식물에 침입하면 세포 사이에 나타나고 세포 변형으로 인한 증식이 일어나도록 주변 조직을 자극한다. 근두암종병균은 플라스미드 T-DNA를 식물의 게놈에 삽입하여 통제 하에 둔다. 식물 조직이 과생장하면 줄기와 뿌리에 혹이 형성된다. 이 혹은 주변 식물 조직에 상당한 압력을 가하여 조직이 부서지거나 변형된다. 부서진 관다발은 물관 내의 물 이동을 감소시킨다. 어린 혹은 부드러워서 2차 전염원이 되기 때문에 곤충과 부생 미생물의 침입에 취약하다. 이는 주변 세포층의 파괴와 부패로 인한 혹의 변색을 유발한다. 연조직이 분해되면 근두암종병균이 토양으로 방출되어 새로운 기주식물로 전염환을 반복하게 된다.

## 방제
경종적 방제로 병이 없는 건전한 묘목을 재식하고, 석회시용량을 줄이고 유기물을 충분히 사용해 나무를 건강하게 한다. 칼 등의 재사용이 가능한 접목용 도구는 사용 후 70% 알코올로 소독해 포장의 위생과 재배 관리를 철저히 해야 한다. 상처가 생기지 않도록 주의한다. 병에 걸린 나무는 베어내 소각하고, 나무가 자란 땅은 소독한다. 약제방제의 경우, 병환부의 혹을 도려낸 자리에 석회황합제 또는 도포제를 발라준다. 도포제로 전정으로 인해 생긴 상처를 잘 보호해야 한다. 재식 시 묘목을 스트렙토마이신 용액에 담그는 방법도 효과가 크다.

### 내용주
1. ↑  땅과 지상부의 경계 부위
2. ↑  재감염의 발생을 막아야 하기 때문이다,

### 참고주
1. ↑  Smith EF, Townsend CO (1907년 4월). “A Plant-Tumor of Bacterial Origin”. 《Science》 25 (643): 671–3. Bibcode:1907Sci....25..671S. doi:10.1126/science.25.643.671. PMID 17746161.
2. ↑  Delamuta, Jakeline Renata Marçon; Scherer, Anderson José; Ribeiro, Renan Augusto; Hungria, Mariangela (2020). “Genetic diversity of Agrobacterium species isolated from nodules of common bean and soybean in Brazil, Mexico, Ecuador and Mozambique, and description of the new species Agrobacterium fabacearum sp. nov.”. 《International Journal of Systematic and Evolutionary Microbiology》 70 (7): 4233–4244. doi:10.1099/ijsem.0.004278. ISSN 1466-5034.
3. 1 2  “Taxonomy browser (Agrobacterium tumefaciens)”. 《National Center for Biotechnology Information》. 2024년 1월 7일에 확인함.
4. ↑  《Disease List - Pathology》Don Papple. 나이아가라 대학. 4쪽 2009년 11월 12일 확인.
5. 1 2  이종규; 차병진; 신현동; 나용준 (2017년 8월 29일). 《신고 수목병리학》 1판. 향문사. 188-189쪽. ISBN 978-89-7187-251-2.
6. ↑  Schroth MN, Weinhold AR, Mccain AH (March 1971). “Biology and Control of Agrobacterium tumefaciens”. 《Hilgardia》 40 (15): 537–552. doi:10.3733/hilg.v40n15p537.
7. ↑  Agrios, George N. (2005). 《Plant pathology》 (영어) 5판. Amsterdam: Elsevier Academic Press. doi:10.1016/C2009-0-02037-6. ISBN 9780120445653. OCLC 55488155.